# Doppelbuchstabentauschtafel

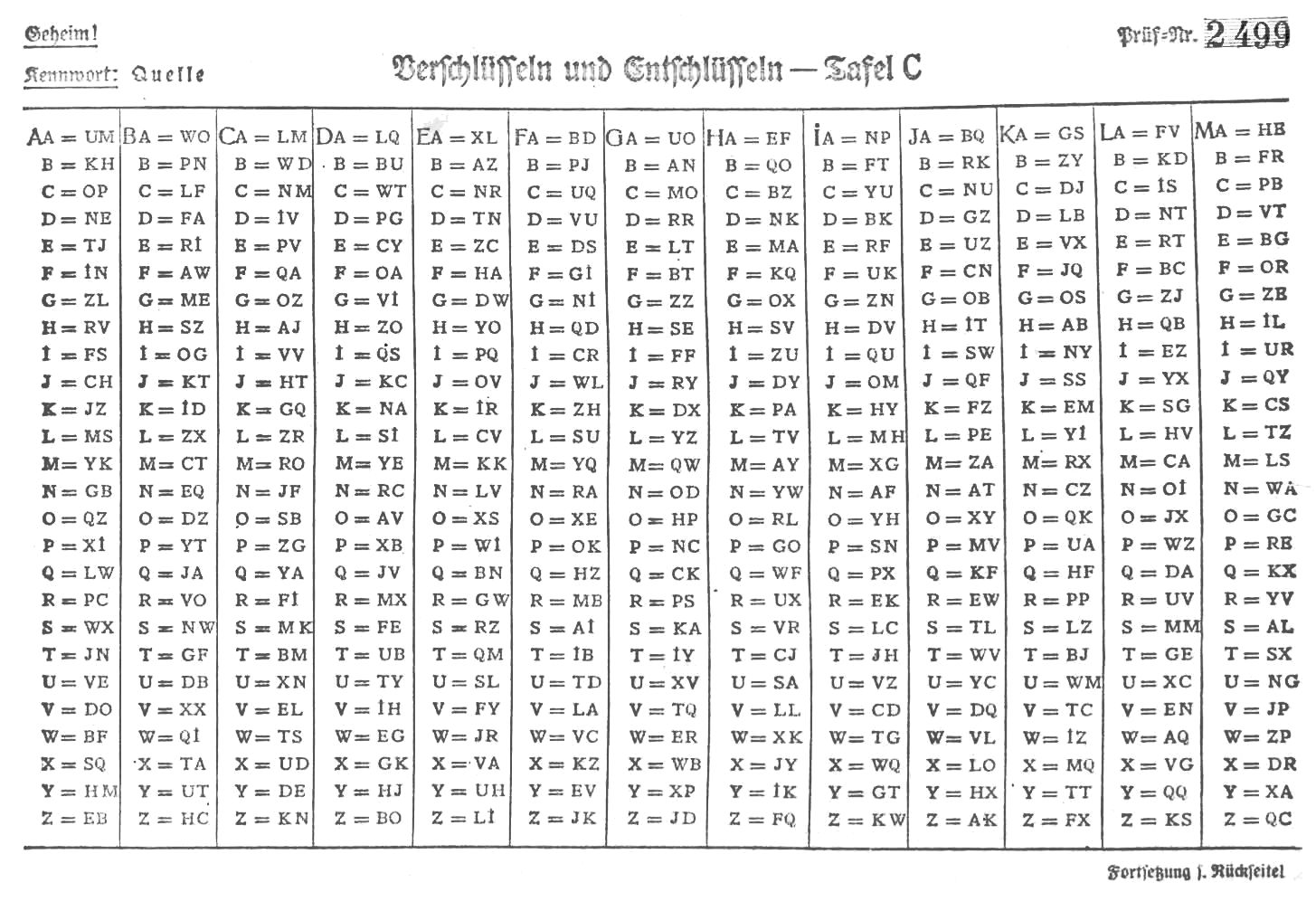
Hier: Tauschtafel C
(Kennwort: „Quelle“)

Die Doppelbuchstabentauschtafel (vollständiger Titel: Doppelbuchstabentauschtafel für Kenngruppen) war eine damals geheime Code-Tabelle, die während des Zweiten Weltkriegs im geheimen Nachrichtenverkehr der deutschen Kriegsmarine benutzt wurde, um den Spruchschlüssel geheim zu übermitteln.
Bei den Doppelbuchstabentauschtafeln handelte es sich um insgesamt zehn verschiedene Sätze involutorischer Bigramm-Tabellen, die für alle 26² = 676 möglichen Doppelbuchstaben von AA bis ZZ entsprechende Verschlüsselungen angaben. Der jeweils zu verwendende Tauschtafelsatz wurde durch individuelle Kennwörter wie Quelle, Bach, Fluß (damalige authentische Schreibweise), Strom, Ufer, Mündung, Meer oder Teich beschrieben. Jeder Satz bestand aus neun unterschiedlichen Tauschtafeln, bezeichnet als Tafel A, Tafel B, und so weiter bis Tafel J (ohne Tafel I). Verwendet wurden diese Tauschtafeln sowohl in Zusammenhang mit dem  Schlüssel M (Enigma) als auch beim Reservehandverfahren (RHV).

## Spruchschlüsselvereinbarung
Im Unterschied zu der von Heer und Luftwaffe gebrauchten Schlüsselmaschine Enigma I, verwendete die deutsche Marine ein kryptographisch stärkeres Verfahren, das von ihr als „Schlüssel M“ bezeichnet wurde. Dabei handelte es sich zunächst um die Enigma M3, die annähernd baugleich zur Enigma I war, aber über mehr Walzen zur Auswahl verfügte. Am 15. Oktober 1941 wurde das gegenüber der M3 kryptographisch deutlich stärkere Modell Enigma M4 in Dienst gestellt, zunächst bei den Schlachtschiffen und Schweren Kreuzern. Ab 1. Februar 1942 ersetzte die M4 auch bei den deutschen U-Booten die zuvor verwendete M3. Außer durch Verwendung einer höheren Anzahl der zur Auswahl bereitstehenden Walzen (acht statt nur fünf) und der im Walzensatz nebeneinander verwendeten Walzen (vier statt nur drei) erreichte die Kriegsmarine die erhöhte kryptographische Sicherheit auch durch ein besonders ausgeklügeltes Verfahren zur Spruchschlüsselvereinbarung, das dem in den anderen Wehrmachtteilen verwendeten deutlich überlegen war.

## Tauschtafeln

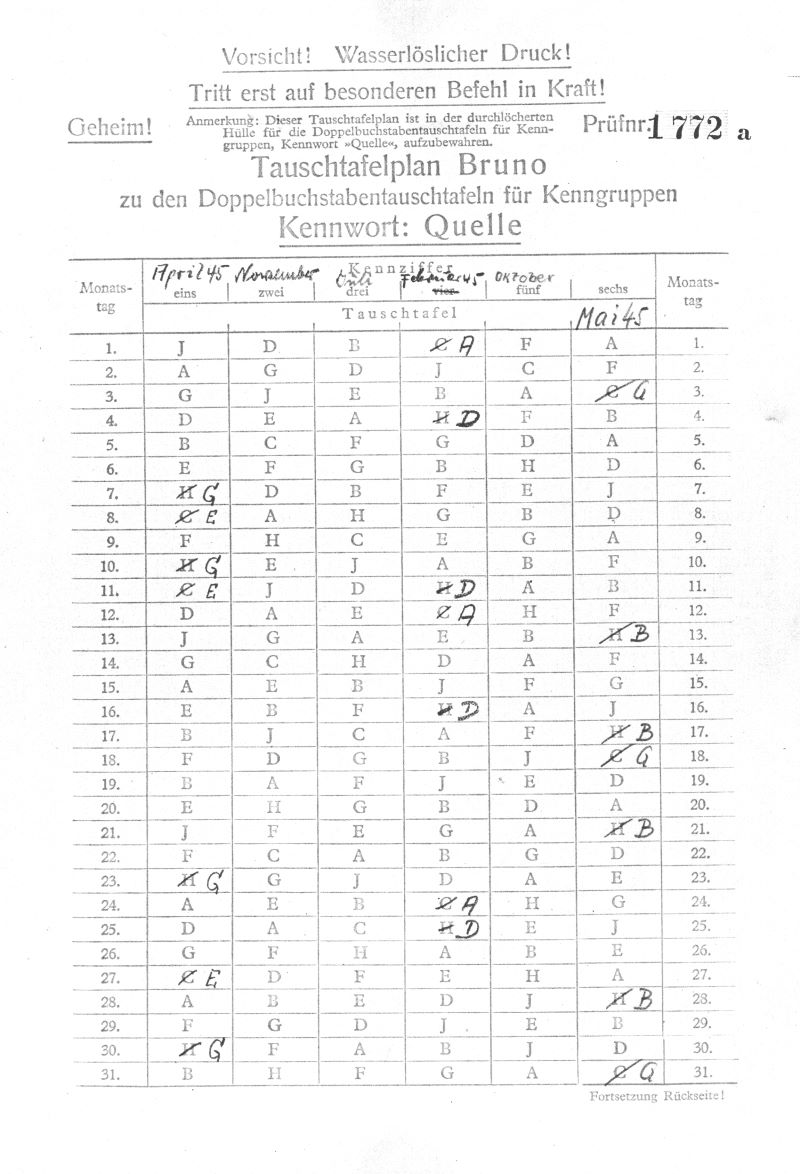
Der Tauschtafelplan schrieb die täglich zu wechselnde Tauschtafel vor.

Die Marine unterschied verschiedene Tauschtafelsätze, die durch individuelle Kennwörter gekennzeichnet waren, beispielsweise „Quelle“. Im Laufe der Zeit wurden ältere Sätze durch neue ausgetauscht. Jeder Tauschtafelsatz enthielt neun verschiedene Tauschtafeln, gekennzeichnet von A bis J (ohne I). Jede einzelne Tauschtafel stellte auf Vorder- und Rückseite eines Blattes in tabellarischer Form für alle 26² = 676 möglichen Doppelbuchstaben von AA bis ZZ entsprechende Verschlüsselungen dar, beispielsweise AA-PQ, AB-CH, AC-OS und so weiter bis ZZ-NG. Es handelte sich also um eine Bigrammsubstitution. Die Tauschtafeln waren so gestaltet, dass die Vertauschungen involutorisch waren, das heißt, wenn beispielsweise der Doppelbuchstabe (das Bigramm) AA in PQ vertauscht wurde, dann wurde PQ in AA vertauscht. Dies erleichterte den Umgang mit den Tafeln, denn man musste nicht zwischen Verschlüsselung und Entschlüsselung unterscheiden. Gleichzeitig stellte diese Eigenschaft aber auch eine Schwäche des Systems dar, da so die Kryptanalyse erleichtert wurde.

## Kryptanalyse

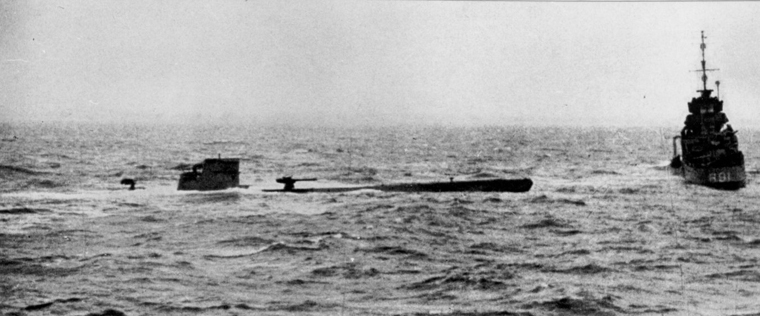
U 110 und HMS Bulldog am 9. Mai 1941

Den britischen Codebreakers im englischen Bletchley Park gelang – abgesehen von vereinzelten Erfolgen im Jahr 1940 – der Einbruch in den Schlüssel M erst im Mai 1941 nach Kaperung des deutschen U-Boots U 110 mitsamt einer intakten M3-Maschine und sämtlicher Geheimdokumente inklusive der Tauschtafeln durch den britischen Zerstörer Bulldog am 9. Mai 1941.